# 速歩自源流
『速歩自源流』（そくほじげんりゅう）はNHK「銀河ドラマ」で1969年6月2日から6月6日まで放送された連続テレビ映画である。カラー作品。全5回。

## 概要
「銀河ドラマ」第4作。大正時代末から太平洋戦争後に至る激動の時代、群馬県安中市を舞台に、健脚を生かして郵便配達夫となり、素朴な人柄を人々に愛されながら人生を駆け抜けた男の一代記ドラマ。ロケーションを多用して全編フィルムで撮影された。

## 物語
佐藤晋吉は韋駄天晋吉の異名を取る名物男。郵便配達に意地と誇りを持って走り続けてきた。ある日、娘のキクが恋人正夫を連れて来る。妻のユキはもう婿にと決めているようだが、寝耳に水の晋吉は面白くない。だが正夫が県のマラソン大会で優勝したことがあると聞くや急に態度を変え、是非後継ぎにと熱望する。

## キャスト
佐藤晋吉
演 - フランキー堺
佐藤ユキ
演 - 黒柳徹子
晋吉の妻。
佐藤キク
演 - 赤座美代子
晋吉の娘。
佐藤正夫
演 - 三上真一郎
キクの夫。
佐藤速夫
演 - 山崎猛
キクの息子。
大瀬三五郎
演 - 進藤英太郎
郵便局長。
大瀬 りつ
演 - 三崎千恵子
大瀬一郎
演 - 塚本信夫
荒木トメ
演 - 原泉
荒木友子
演 - 阿部京子
達夫の恋人。
美千子
演 - 春川ますみ
田中太吉
演 - 天草四郎
その他
演 - 柳生博、吉田次昭、檜よしえ

## スタッフ
- 原作 - 楡一夫　「赤い自転車三代記」
- 脚本 - 八住利雄
- 演出 - 北嶋隆、川村尚敬
- 音楽 - 山本直純
- 制作 - 荒木順

## 参考資料
- 「テレビジョンドラマ」（放送映画出版）